# European Boxing Confederation
L'European Boxing Confederation (EUBC) est l'instance gérant la boxe anglaise amateur au niveau européen. 
Affiliée à l'AIBA, elle organise tous les deux ans les championnats d'Europe de boxe amateur.
Son président est l'Italien Franco Falcinelli.
Elle est fondée en juillet 1970 à Moscou sous le nom d'Association européenne de boxe amateur ou European Amateur Boxing Association,.